# 杜聰 (香港)
杜聰，香港人，十五歲時隨家人移民美國，擁有碩士學歷，曾在華爾街工作，後來看到艾滋病病人苦況，決定全身心投援助愛滋病人救援服務，杜聰是智行基金會的創辦人，為中國愛滋村的困境家庭提供多方的關懷與照顧。

## 荣誉
於2007年獲頒第一屆香港人道年獎。2007年又獲得拉蒙·麦格塞塞奖。2016年資助香港拍攝以真實故事改編關懷愛滋遺孤的電影《愛》。